# يحيى عواجي
يحيى عواجي مواليد 22 يناير 1995 في، السعودية، هو لاعب كرة قدم سعودي يلعب في نادي الهدى .

## مسيرة اللاعب
لعب سابقاً في أندية القادسية والعدالة و نادي النهضة ونادي الثقبة ونادي الساحل ونادي الترجي ونادي الهدى.

## روابط خارجية
- يحيى عواجي على موقع Soccerway.com (الإنجليزية)